# Burggrafenturm (Augsburg)

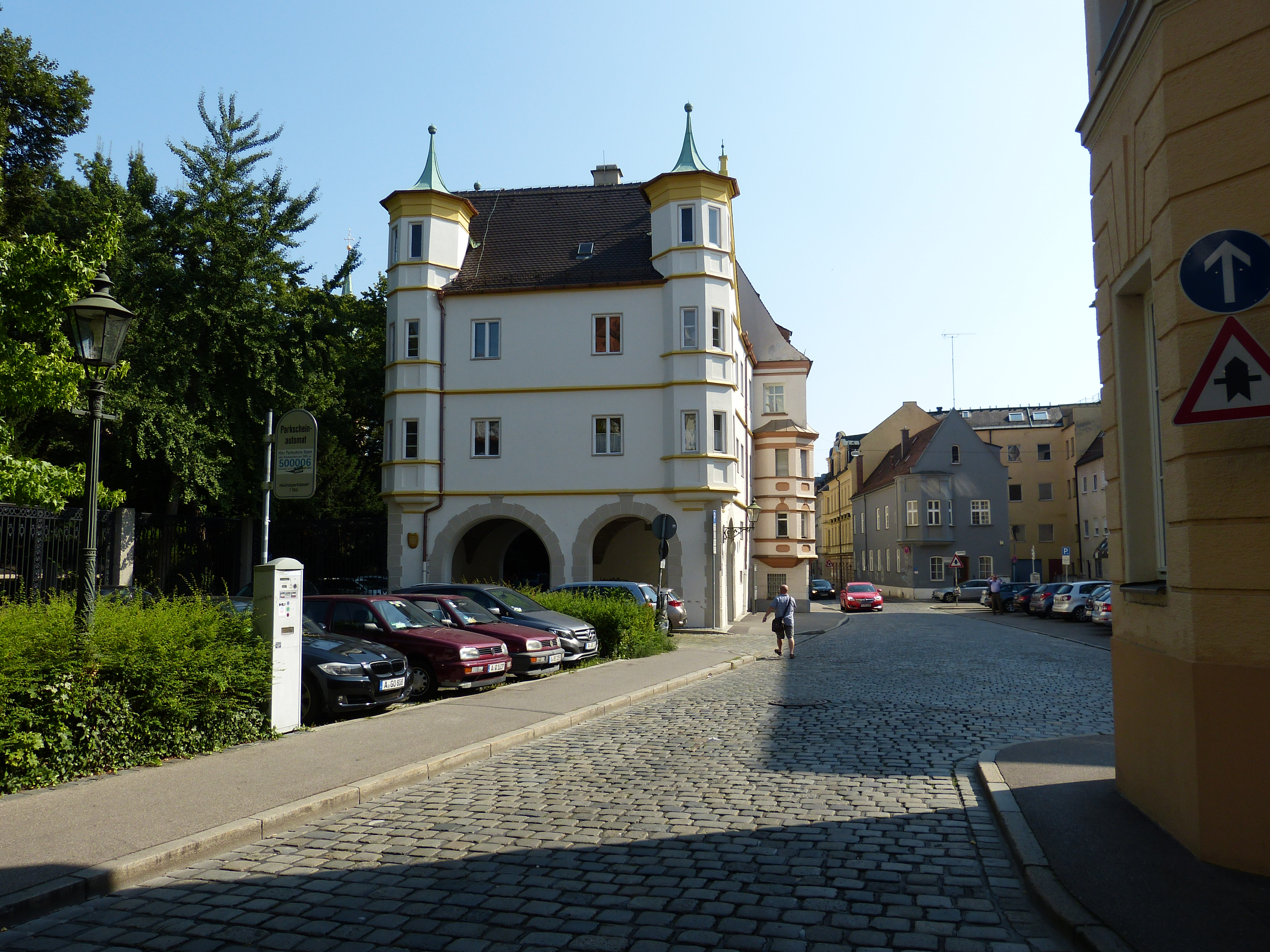
Ansicht des Burggrafenturmes

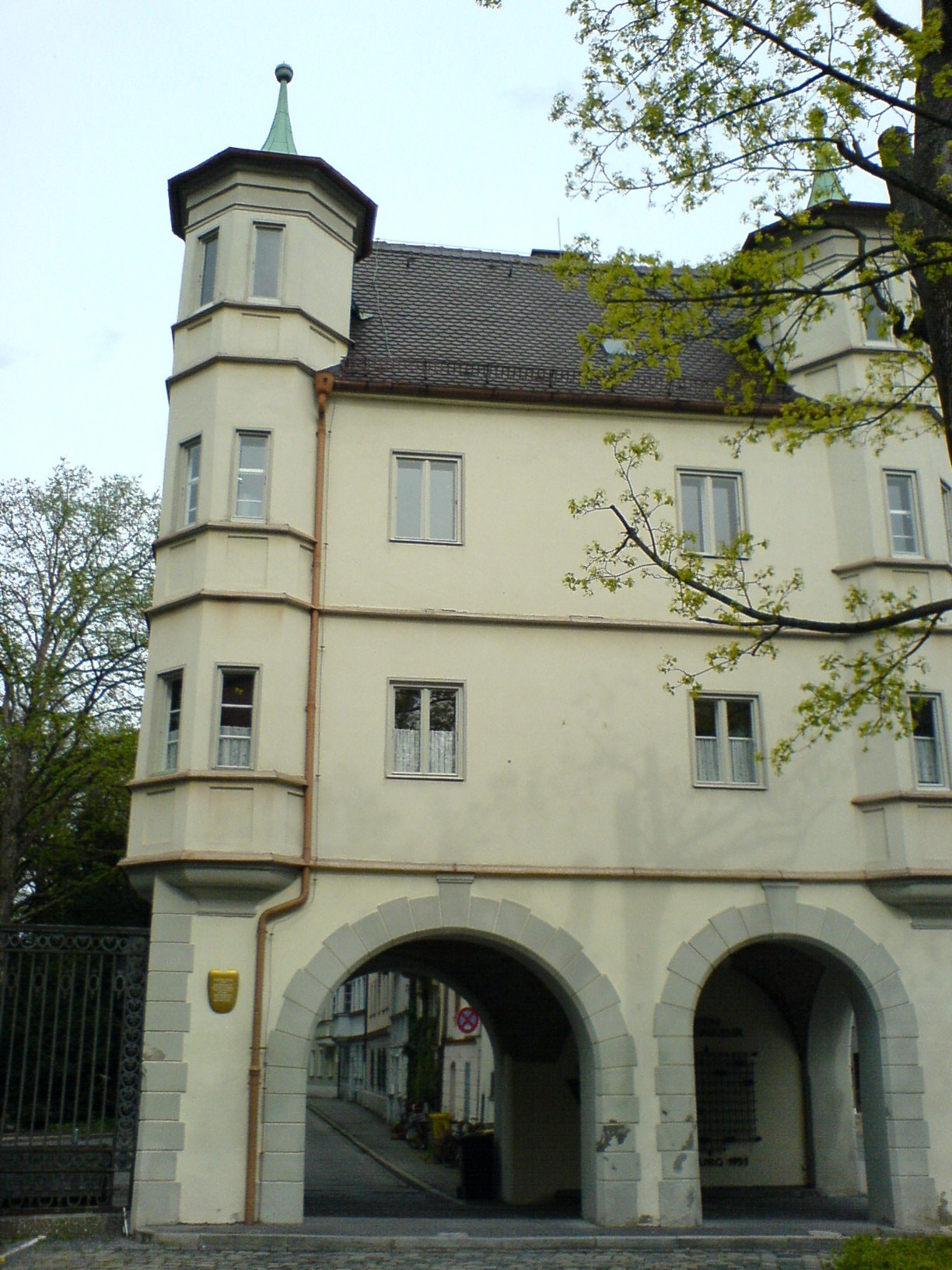
Ansicht von der Seite

Der Burggrafenturm ist ein Gebäude in der ehemaligen Bischofsstadt in Augsburg. Die Bischofsstadt war auf den Trümmern der Römersiedlung entstanden und bestand aus einer burgähnlichen Anlage mit Dom, Fronhof und bischöflicher Pfalz. Im Burggrafenturm, der im Jahr 1507 unter Bischof Heinrich IV. von Lichtenau neu aufgebaut wurde, wohnte der Burggraf als höchster Beamter der Burgstadt. Das ehemals wichtige Amt wurde in der reichsstädtischen Gerichtsordnung des 15. Jahrhunderts aber nicht mehr erwähnt.
Das Gebäude steht unter Denkmalschutz und hat die Nummer D-7-61-000-779 erhalten.
Das Aussehen des dreigeschossigen Giebelhauses, heute unter der Adresse Peutingerstraße 24, wird maßgeblich durch die oktogonalen Erker bestimmt. Im Erdgeschoss befindet sich ein Gewölbegang. Dort wurde nach dem Zweiten Weltkrieg eine Gedenkstätte für vermisste Soldaten eingerichtet. Nach der Säkularisation in Bayern fiel das Gebäude 1806 als Teil der Fürstbischöflichen Residenz an das Königreich Bayern. Nach zeitweiser Nutzung als Passamt zog 1878 die Landwirtschaftliche Winterschule ein. Mit dem Wechsel in städtischen Besitz zog 1914 das Lokal der bayer. Landesgewerbeanstalt Nürnberg - Nebenstelle Augsburg ein. Seit 1977 wird der Burggrafenturm von der Sektion Augsburg des Deutschen Alpenvereins genutzt.